# Porosoziero
Porosoziero (ros. Поросозеро) – osiedle w Rosji, w Karelii, w rejonie suojarwskim. W 2010 liczyło 2875 mieszkańców.